# Ksar El Maadid
Ksar El Maadid (en arabe : قصرالمعاضيد) est un village fortifié dans la province d'Errachidia, région Draa-Tafilalet au sud-est du Maroc.